# Gerbillus nanus
Gerbillus nanus és una espècie de mamífer rosegador de la família dels múrids. Viu a l'Afganistan, Algèria, el Txad, l'Índia, l'Iran, l'Iraq, Mali, Mauritània, el Marroc, el Níger, Oman, el Pakistan, l'Aràbia Saudita, Tunísia, els Emirats Àrabs Units i el Iemen. Els seus hàbitats naturals són els deserts, els semideserts, la terra arable i els jardins. És una espècie en risc mínim, és a dir, no sembla que hi hagi cap amenaça significativa per a la seva supervivència.